# Why England Slept
Why England Slept (pol. Dlaczego Anglia spała) – jest opublikowaną wersją pracy magisterskiej Johna F. Kennedy’ego, którą przedstawił na Uniwersytecie Harvarda. Tytuł odnosi się do książki While England Slept Winstona Churchilla z 1938 roku, w której autor przeanalizował budowę potęgi Niemiec. Opublikowana w 1940 książka Kennedy’ego analizuje niepowodzenia brytyjskiego rządu w podejmowaniu decyzji, mających na celu uniknięcie II wojny światowej; nie kwestionuje jego polityki w tym zakresie, ale sugeruje, że wcześniejsza konfrontacja między Wielką Brytanią a nazistowskimi Niemcami mogłaby w dłuższej perspektywie być bardziej katastrofalna.
Pierwotnie miała być jedynie pracą magisterską. Uzyskała oceny magna cum laude od prof. Henry’ego A. Yeomansa i as cum laude plus od prof. Carla J. Friedricha. Ojciec Kennedy’ego, Joseph P. Kennedy Sr., zawsze dbający o reputację swojego syna, zachęcił go do opublikowania pracy w formie książki. Poprosił Henry’ego R. Luce’a do napisania przedmowy i jego znajomego Arthura Krocka, który był wcześniej szefem biura The New York Times, aby pomógł jego synowi przeredagować tekst do publikacji.
Przedmowa została ostatecznie napisana przez Henry’ego R. Luce’a, choć Joseph Kennedy początkowo o jej napisanie zwrócił się do Harolda Laskiego. Ten jednak odmówił, uznając – że jest to książka niedojrzałego umysłu, a gdyby nie fakt, iż jest napisana przez syna zamożnego człowieka, nie znalazłaby nigdy wydawcy.

## Wydanie
Opublikowaną w 1940 książkę sprzedano w 80 000 egzemplarzach w Wielkiej Brytanii i Stanach Zjednoczonych, uzyskując 40 000 USD z tytułu opłat licencyjnych. Pieniądze z brytyjskiej sprzedaży zostały przekazane portowi Plymouth w Anglii, zbombardowanego przez Luftwaffe. Z uzyskanych dochodów z amerykańskiego rynku Kennedy kupił kabriolet Buick.